# Gaston Cornereau
Louis Gaston Cornereau (* 31. August 1888 in Gannat; † 5. Juli 1944 in Chemilly) war ein französischer Fechter.

## Karriere
Cornereau begann seine internationale Laufbahn bei den Interalliierten Spielen im Jahr 1919 – hier gewann er eine Bronzemedaille im Degenfechten. 1921 gewann er bei der 1. Weltmeisterschaft im Fechten Silber im Degen. Im folgenden Jahr errang er bei der WM Bronze. 1924 nahm er an den Olympischen Spielen in Paris teil. Hier erreichte er in der Disziplin Degen den vierten Rang und verpasste entsprechend knapp die Medaillenränge.